# Landsat 8

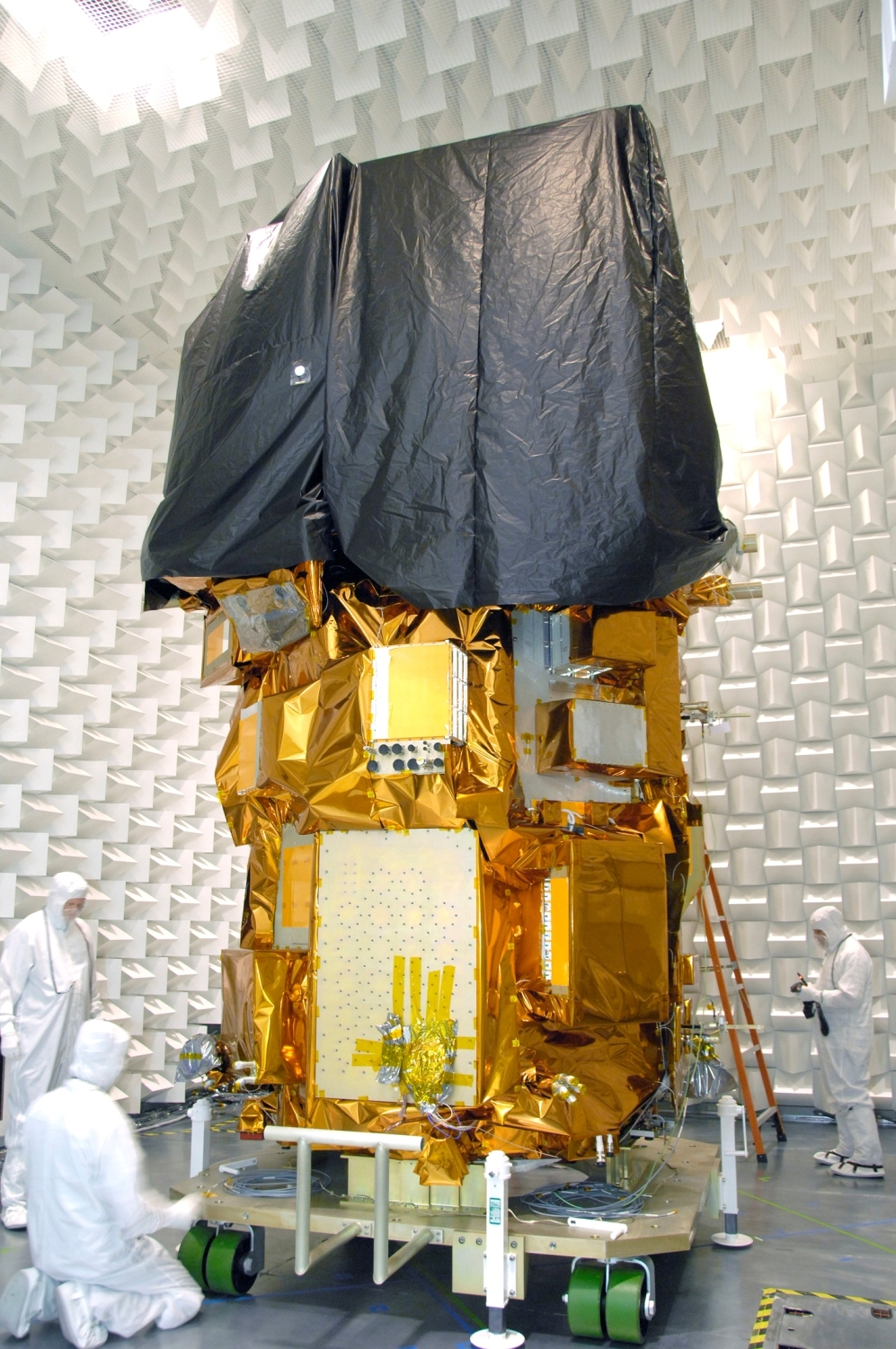
Landsat 8 під час наземних випробувань.

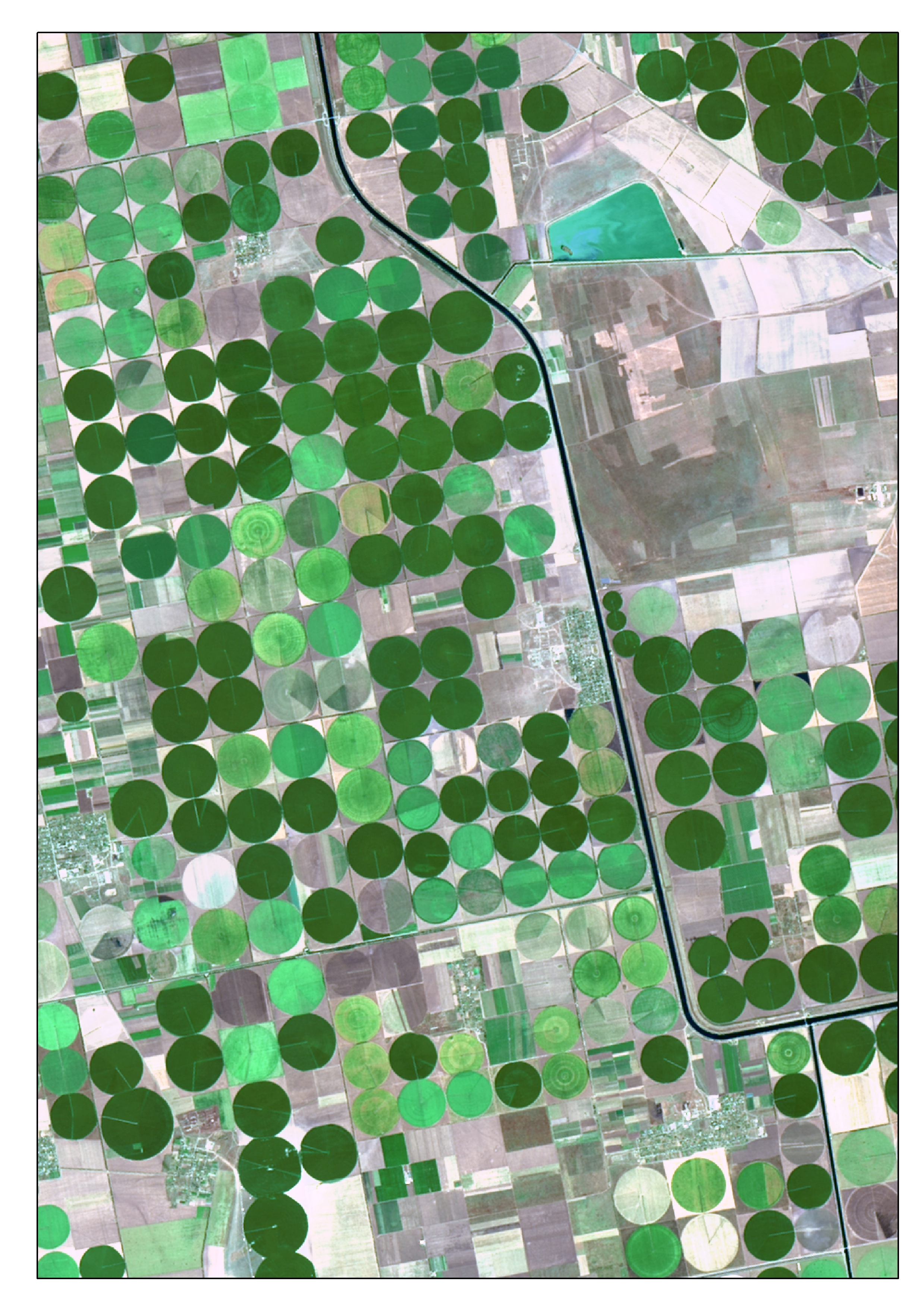
Супутникове зображення зрошуваних полів та системи іригації Каховського зрошувального каналу отримане 7 серпня 2015 року супутником Landsat 8.

Landsat 8 — супутник дистанційного зондування Землі, восьмий із запущених в рамках космічної програми «Landsat». Виведений на орбіту 11 лютого 2013. Об'єднана місія NASA і USGS.
Супутник був побудований на базі проекту LEOStar-3 компанією Orbital Sciences Corporation. Orbital відповідає за проектування і виготовлення платформи Landsat 8, інтеграцію з корисним навантаженням і тестування супутника.
Перші зображення з супутника були отримані 18 березня 2013 року.